# Joakim Nyström
Pour les articles homonymes, voir Nyström.
Joakim Nyström, né le 20 février 1963 à Skellefteå, est un ancien joueur de tennis professionnel suédois.

## Carrière
Il fait partie de cette génération de joueurs suédois qui sont apparus sur le circuit professionnel à la suite de Björn Borg et parmi lesquels figuraient Mats Wilander, Henrik Sundström, Anders Järryd, Mikael Pernfors, Kent Carlsson et Stefan Edberg.
Passé professionnel en 1981, Joakim Nyström atteint la première finale d'un tournoi du circuit professionnel de l'ATP à Munich le 16 mai 1983 face au Tchèque Tomáš Šmíd. Il remporte une première victoire le 12 décembre 1983 au tournoi sur gazon de Sydney, en battant l'Américain Mike Bauer.
Il enchaîne trois belles saisons avec un total de treize victoires dans des tournois du circuit professionnel, dont l'une à Monte-Carlo face à Yannick Noah. Il atteint les quarts de finale des Internationaux de France en 1985 et de l'US Open en 1985 et 1986. Joakim Nyström remporte deux fois la Coupe Davis en 1985 et 1987. À chaque fois associé à Mats Wilander, il gagne les doubles décisifs en faveur de la Suède lors de l'édition 1985, face au double allemand composé de Andreas Maurer et de Boris Becker, puis en 1987 face au duo indien Anand Amritraj/Vijay Amritraj. Il bat le no 1 mondial Ivan Lendl à Rome en 1987.
Il participe également à la finale perdue de la Coupe Davis 1983 contre l'Australie mais s'incline, cette fois en simple, face à John Fitzgerald et face à Pat Cash.
Le 31 mars 1986, il se hissa à la 7e place du classement mondial de ATP en simple. Son meilleur classement en double est la 4e place, le 11 octobre 1985. Joakim Nyström a également remporté 8 tournois en double, dont Wimbledon en 1986 aux côtés de Mats Wilander.
Il met fin à sa carrière professionnelle à l'issue d'une saison 1989 sans réussite.
Il est actuellement assistant de Mats Wilander, le capitaine de l'équipe de Suède en Coupe Davis.
Il entraîne Jarkko Nieminen depuis avril 2008 et Jürgen Melzer.

## Parcours dans les tournois duGrand Chelem

### En simple
| Année | Open d'Australie | Open d'Australie | Internationaux de France | Internationaux de France | Wimbledon       | Wimbledon   | US Open         | US Open     | Open d'Australie | Open d'Australie |
| ----- | ---------------- | ---------------- | ------------------------ | ------------------------ | --------------- | ----------- | --------------- | ----------- | ---------------- | ---------------- |
| 1981  | n.o.             | n.o.             | 1er tour (1/64)          | S. Krulevitz             | 2e tour (1/32)  | J. Kriek    | —               | —           | 1er tour (1/32)  | G. Vilas         |
| 1982  | n.o.             | n.o.             | 1/8 de finale            | J. L. Clerc              | 1er tour (1/64) | D. Dowlen   | —               | —           | —                | —                |
| 1983  | n.o.             | n.o.             | 3e tour (1/16)           | H. Sundström             | —               | —           | 1/8 de finale   | J. Arias    | 1/8 de finale    | T. Mayotte       |
| 1984  | n.o.             | n.o.             | 2e tour (1/32)           | H. Sundström             | 2e tour (1/32)  | S. Davis    | 1/8 de finale   | J. Connors  | 1/8 de finale    | B. Testerman     |
| 1985  | n.o.             | n.o.             | 1/4 de finale            | J. McEnroe               | 3e tour (1/16)  | Bo. Becker  | 1/4 de finale   | J. McEnroe  | 1/8 de finale    | J. Lloyd         |
| 1986  | n.o.             | n.o.             | 1er tour (1/64)          | P. McNamee               | 3e tour (1/16)  | R. Krishnan | 1/4 de finale   | M. Mečíř    | n.o.             | n.o.             |
| 1987  | —                | —                | 1/8 de finale            | I. Lendl                 | 3e tour (1/16)  | J. Hlasek   | 2e tour (1/32)  | R. Krishnan | n.o.             | n.o.             |
| 1988  | —                | —                | 3e tour (1/16)           | J. Svensson              | 3e tour (1/16)  | T. Mayotte  | 1er tour (1/64) | A. Järryd   | n.o.             | n.o.             |
| 1989  | 1er tour (1/64)  | P. Chamberlin    | —                        | —                        | —               | —           | —               | —           | n.o.             | n.o.             |

N.B. : à droite du résultat se trouve le nom de l'ultime adversaire.

### En double
| Année | Open d'Australie             | Open d'Australie  | Internationaux de France  | Internationaux de France | Wimbledon                   | Wimbledon              | US Open                     | US Open                 | Open d'Australie          | Open d'Australie           |
| ----- | ---------------------------- | ----------------- | ------------------------- | ------------------------ | --------------------------- | ---------------------- | --------------------------- | ----------------------- | ------------------------- | -------------------------- |
| 1983  | n.o.                         | n.o.              | 2e tour (1/16) M. Tideman | J.L. Damiani R. Ycaza    | —                           | —                      | 2e tour (1/16) M. Wilander  | G. Donnelly M. Gandolfo | 1/4 de finale M. Wilander | Ti. Gullikson T. Gullikson |
| 1984  | n.o.                         | n.o.              | 2e tour (1/16) Simonsson  | C. Strode C. Wittus      | 2e tour (1/16) M. Wilander  | K. Curren S. Denton    | 1er tour (1/32) M. Wilander | Günthardt B. Taróczy    | Finale M. Wilander        | Edmondson S. Stewart       |
| 1985  | n.o.                         | n.o.              | 1/2 finale M. Wilander    | Edmondson K. Warwick     | 1er tour (1/32) M. Wilander | Bo. Becker M. Leach    | 1/2 finale M. Wilander      | H. Leconte Y. Noah      | 1/2 finale M. Wilander    | Edmondson K. Warwick       |
| 1986  | n.o.                         | n.o.              | —                         | —                        | Victoire M. Wilander        | G. Donnelly P. Fleming | Finale M. Wilander          | A. Gómez Živojinović    | n.o.                      | n.o.                       |
| 1987  | —                            | —                 | 1/4 de finale M. Wilander | A. Järryd R. Seguso      | 2e tour (1/16) M. Wilander  | Limberger Woodforde    | 1/4 de finale M. Wilander   | A. Gómez Živojinović    | n.o.                      | n.o.                       |
| 1988  | —                            | —                 | 1/8 de finale M. Pernfors | A. Gómez E. Sánchez      | —                           | —                      | 2e tour (1/16) M. Pernfors  | M. Flur Giammalva       | n.o.                      | n.o.                       |
| 1989  | 1er tour (1/32) M. Mortensen | N. Kroon Wahlgren | —                         | —                        | —                           | —                      | —                           | —                       | n.o.                      | n.o.                       |

N.B. : le nom du ou de la partenaire se trouve sous le résultat ; le nom des ultimes adversaires se trouve à droite.

### Participation aux Masters

#### En double
| Année | Ville    | Surface         | Partenaire    | Résultats | Résultat final |
| ----- | -------- | --------------- | ------------- | --------- | -------------- |
| 1985  | New York | Moquette indoor | Mats Wilander | 2v, 1d    | Finaliste      |
| 1986  | Londres  | Moquette indoor | Mats Wilander | 1v, 3d    | Septième       |